# Karl Brandt
Karl Brandt (Mulhouse, 8 de enero de 1904-Landsberg am Lech, 2 de junio de 1948) fue un médico y criminal de guerra nazi. Médico personal de Adolf Hitler, Gruppenführer en las SS y Brigadeführer de las Waffen SS, Comisario del Reich para la Sanidad y la Higiene pública (Reichskommissar für Sanitäts- und Gesundheitswesen) y miembro del Consejo de investigación del Reich (Reichsforschungsrat).

## Biografía
Brandt nació en Mulhouse, en el entonces territorio alemán de Alsacia-Lorena, hoy, departamento del Alto Rin en Francia. Su padre fue un oficial del ejército prusiano. Doctor en Medicina y Cirugía desde 1928, se especializó en lesiones de cabeza y de columna vertebral. Brandt se casó con Anni Rehborn, campeona de natación, el 17 de marzo de 1934. Tuvieron un hijo, Karl Adolf, nacido el 4 de octubre de 1935.

## Trayectoria
Se afilió al Partido Nacionalsocialista Obrero Alemán (NSDAP) en enero de 1932 y a las Sturmabteilung (SA) en 1933. Miembro de las SS desde julio de 1934 con el rango de Untersturmführer. Desde el verano de 1934 fue uno de los médicos personales de Hitler. En agosto de 1944, Brandt fue nombrado Comisionado del Reich para Sanidad y Salud, con rango de máxima autoridad del Reich. Estaba autorizado a dar instrucciones a las organizaciones médicas del gobierno, al partido y a las fuerzas armadas, en el campo de la sanidad.
Brandt era médico especializado en traumatología, accedió al círculo íntimo de Hitler en 1937, y su esposa Anne fue muy amiga de Eva Braun. El matrimonio Brandt fue asiduo visitante del Berghof, residencia del Führer.
Dirigió la administración del «programa de eutanasia» nazi Aktion T-4 de 1939 y estuvo involucrado en la experimentación criminal con seres humanos junto con su ayudante Werner Heyde. El programa consistía en la ejecución sistemática de ancianos, dementes, enfermos incurables o niños deformes mediante gas o inyecciones letales en asilos, hospitales y manicomios. Se les consideraba "comedores inútiles" y una carga para la maquinaria bélica alemana. Adolf Hitler inició el programa en 1939 y, aunque se interrumpió oficialmente en 1941, los asesinatos continuaron de forma encubierta hasta la derrota militar de la Alemania nazi en 1945.
Después de la Segunda Guerra Mundial, Brandt fue procesado en Núremberg y declarado culpable de crímenes contra la humanidad. Su abogado defensor fue Robert Servatius. Durante su juicio, Brandt defendió sus acciones citando leyes eugenésicas y programas de esterilización forzada de los Estados Unidos, como precedentes que habían influido en las políticas raciales y eugenésicas del Tercer Reich. En concreto se refirió a la sentencia de Oliver Wendell Holmes en el caso Buck v. Bell que fue utilizada como una justificación para los atroces actos cometidos bajo el régimen nazi, señalando que ideas similares habían sido aceptadas en otros lugares. Sin embargo, finalmente, Brandt fue ejecutado en la horca en la prisión de Landsberg el 2 de junio de 1948.
Brandt fue uno de los 15 acusados declarados culpables de crímenes de guerra en el Juicio a los Médicos.